# Luette
Cet article concerne l'appendice situé au fond de la bouche. Pour le sommet des Alpes suisses, voir La Luette.
Ne doit pas être confondu avec la glotte.
La luette ou uvule est un appendice conique situé au fond de la cavité buccale et proche des tonsilles palatines.   

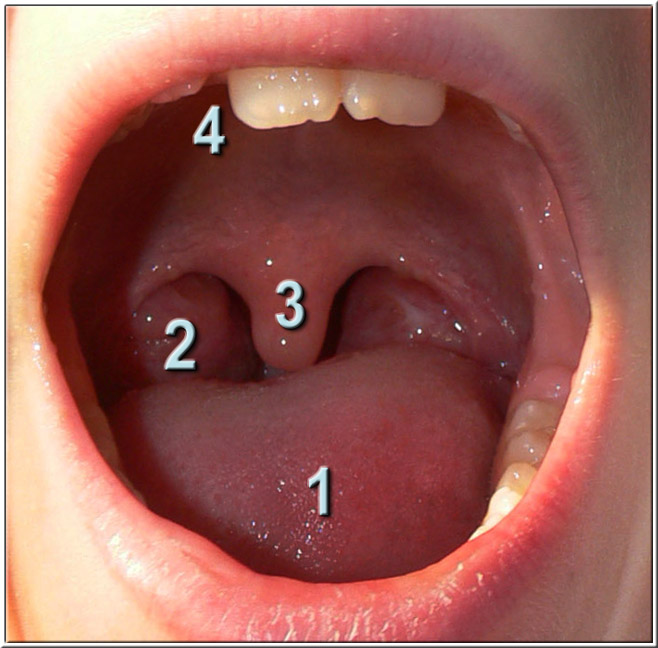
Luette (ou uvule), chez un enfant de 8 ans
1) Langue
2) Amygdales (ou tonsilles palatines)
3) Luette
4) Palais (ou voûte palatine)

## Étymologie
Le mot uvule vient du latin : uva, qui signifie « grain de raisin ».

## Description
La luette est un organe de 10 à 15 millimètres de long, de forme tubulaire quand il est détendu, qui pend à la partie moyenne du bord inférieur du voile du palais. Elle est constituée d'un tissu membraneux et musculaire.

## Fonctions
La luette joue un rôle important dans la déglutition et la respiration en fermant le nasopharynx. Dans la phonétique articulatoire, l'uvule est le lieu d'articulation qui caractérise toute consonne uvulaire, comme la consonne roulée [ʀ] du français, ou encore l'occlusive sourde [q] de l'arabe standard.

## Pathologie liée à la luette
Une longueur anormale de la luette peut entraîner des ronflements et nécessiter une uvulo-palato-pharyngoplastie (intervention chirurgicale sur la luette et le palais) ou une uvulectomie.
L'uvulite est l'inflammation de la luette.

### Luette bifide

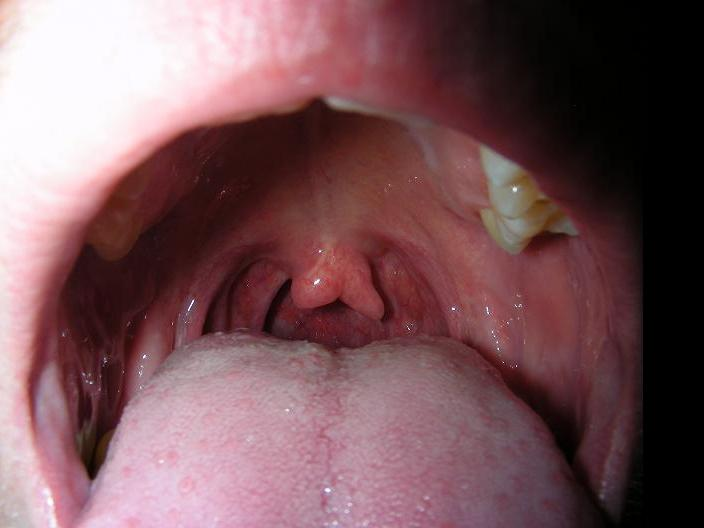
Luette bifide

La luette bifide est associée à une division palatine dans le syndrome 3C.